# Ochetophila nana
Ochetophila nana là một loài thực vật có hoa trong họ Táo. Loài này được (Clos) Kellermann, Medan & Aagesen mô tả khoa học đầu tiên năm 2005.